# کساریا
کساریا (به انگلیسی: Kesaria) یک منطقهٔ مسکونی در هند است که در شهرستان چامپاران شرقی واقع شده‌است. کساریا ۴۵ متر بالاتر از سطح دریا واقع شده‌است.